# Gary Gillespie
Gary Thompson Gillespie [uitspraak: ɡɪ'lɛspi; 'gi-lespie'] (Stirling, 5 juli 1960) is een voormalig betaald voetballer uit Schotland. Hij was een verdediger die voor Liverpool, Celtic en Coventry City uitkwam.

## Clubcarrière
Toen hij zeventien was, werd Gillespie aanvoerder van Falkirk in 1977. Na een seizoen verhuisde hij naar Coventry City, waarmee Gillespie de komende vijf jaar in de First Division uitkwam. Gillespie versierde een transfer naar topclub Liverpool in 1983. Liverpool betaalde £ 325.000 voor de verdediger.
Gillespie kwam bij Liverpool in een ploeg met spelers die nagenoeg elk seizoen één of meerdere prijs/prijzen won, met spelers als John Barnes en Ian Rush. In zijn eerste seizoen won hij meteen de Europacup I, de huidige Champions League. Liverpool versloeg AS Roma nadat een strafschoppenserie met 4-2 werd gewonnen. Gillespie bleef evenwel negentig minuten op de bank. In de jaren die hier op volgden, kwam Gillespie meer aan spelen toe. Hij won drie maal de Engelse landstitel.
In totaal speelde hij 156 competitiewedstrijden voor Liverpool, waarin hij als verdediger 14 keer scoorde.
Na drie jaar bij Celtic — dat £ 925.000 betaalde aan Liverpool — keerde Gillespie in de zomer van 1994 terug naar staartploeg Coventry City, maar speelde nauwelijks. Hij mocht slechts drie keer spelen in de nieuwe Premier League — meer bepaald gedurende het seizoen 1994/1995, maar daar bleef het bij voor Gillespie —, mede door de aanwezigheid van enkele vaste waarden, jongeren of oudgedienden; ex-Liverpool-ploeggenoot David Burrows, Richard Shaw, David Busst en/of aanvoerder Brian Borrows.
Gillespie stopte met voetballen na afloop van het seizoen 1996/1997.

## Interlandcarrière
Gillespie speelde dertien interlands in het Schots voetbalelftal van 1987 tot 1991, als speler van Liverpool.

## Erelijst
Liverpool FC
- Football League First Division

1986, 1988, 1990
- Charity Shield

1988, 1989, 1990
- Europacup I

1984